# I Gidzsu
I Gidzsu (hangul: 이기주, handzsa: 李錡柱, RR: Li Ki-joo; 1926. november 12. – 1996. december 9.) dél-koreai labdarúgócsatár. Az 1954-es labdarúgó világbajnokságon szerepelt.

## Pályafutása
A Pusan University labdarúgója volt. 1953–54-ben három alkalommal szerepelt a dél-koreai válogatottban. Részt vett a svájci világbajnokságon, ahol a magyar válogatottal szerepeltek egy csoportban.